# یواس‌اس نانتیکوک (وای‌تی‌بی-۸۰۳)
یواس‌اس نانتیکوک (وای‌تی‌بی-۸۰۳) (به انگلیسی: USS Nanticoke (YTB-803)) یک کشتی بود که طول آن ۱۰۹ فوت (۳۳ متر) بود. این کشتی در سال ۱۹۶۹ ساخته شد.